# The Body Building
The Body Building is een kunstwerk op het Houtplein in Haarlem dat sinds 1990 aan de zuidoostzijde van het plein stond, voor het ABN-AMRO-kantoor. Na de herstructurering van het zuidelijk gedeelte van het Houtplein en omgeving in 2023 is de telefooncel dat jaar teruggeplaatst aan de overkant van het plein aan de zuidwestzijde.
Het kunstwerk bestaat uit een toren van vier keer vier groene PTT-telefooncellen op elkaar geplaatst.
Het kunstwerk is gemaakt door de Belgen Jan en Paul Schietekat in het kader van een Haarlem-Antwerpen expositie. Deze expositie werd 12 mei tot 29 juli 1990 gehouden binnen een tentoonstelling van het Frans Hals Museum. Na deze tentoonstelling werden alle andere kunstwerken, die op diverse plekken in Haarlem waren geplaatst, weggehaald. Enkel dit kunstwerk bleef staan vanwege zijn omvang en vele positieve reacties.
De kunstenaars spelen op speelse wijze met Einstein’s beroemde formule door deze om te keren tot E = CM². Voor wiskundigen misschien een bron van ergernis, maar als creatieve vondst bedoeld om met een knipoog het belang van samenwerking te benadrukken.
1234567 · The Body Building · Costermonument · Hildebrandmonument · Ode aan de bakker · Righetti-beeldengroep · Standbeeld van Frans Hals · Standbeeld van Laurens Janszoon Coster · Treurende Vrouw · Verzetsmonument · Vliegend · Vrouw in het Verzet · Zonnevechter